# 塹星壇
塹星壇（韓語：참성단）是韓國仁川廣域市江華島最高峰摩尼山上的祭壇，該山峰上有郊遊的步道以及紀念檀君的聖壇。